# Chelles (Oise)
Chelles é uma comuna francesa na região administrativa de Altos da França, no departamento de Oise. Estende-se por uma área de 9,08 km². Em 2010 a comuna tinha 503 habitantes (densidade: 55,4 hab./km²).